# Calabria d'Oggi
Calabria d'Oggi è una rivista calabrese fondata e diretta da Giuseppe De Cristo, con sede e redazione in Cittanova (provincia di Reggio Calabria), in seguito ad autorizzazione del Sottosegretariato per la Stampa, lo Spettacolo ed il Turismo n.3180 - Decreto Prefettizio n. 250 Gabinetto. Registrata al n. 9 dell'Albo Stampa del Tribunale di Palmi a partire dall'annata (VII), 1952, con il n. 3-4 di aprile-maggio 1952.

La sua pubblicazione si snoda con puntuale regolarità dal 1946 al 1958. Scrive Agostino Formica, 
"